# Liste der Monuments historiques in Courtémont
Die Liste der Monuments historiques in Courtémont führt die Monuments historiques in der französischen Gemeinde Courtémont auf.

## Liste der Immobilien
| Bezeichnung      | Beschreibung           | Standort               | Kennzeichnung | Schutzstatus | Datum | Bild           |
| ---------------- | ---------------------- | ---------------------- | ------------- | ------------ | ----- | -------------- |
| Kirche St-Pierre | ab dem 13. Jahrhundert | Rue de l’Église (Lage) | PA00078681    | Inscrit      | 1932  | weitere Bilder |

## Liste der Objekte
| Bezeichnung                | Beschreibung                          | Standort                       | Kennzeichnung | Schutzstatus | Datum | Bild |
| -------------------------- | ------------------------------------- | ------------------------------ | ------------- | ------------ | ----- | ---- |
| Skulptur Petrus            | Holz, farbig gefasst, 18. Jahrhundert | in der Kirche St-Pierre (Lage) | PM51000334    | Classé       | 1975  |      |
| Skulptur Heiliger Nikolaus | Holz, farbig gefasst, 17. Jahrhundert | in der Kirche St-Pierre (Lage) | PM51002270    | Inscrit      | 1975  |      |